# Roman Michailowitsch Dmitrijew
Roman Michailowitsch Dmitrijew (russisch Роман Михайлович Дмитриев, wiss. Transliteration Roman Michajlovič Dmitriev; * 7. März 1949 in Bestjach, Jakutische ASSR (heute Republik Sacha); † 11. Februar 2010 in Moskau) war ein sowjetischer Ringer. Er war Olympiasieger 1972 und Weltmeister im freien Stil im Papiergewicht (auch Halbfliegengewicht).

## Werdegang
Roman Dmitrijew, ein Jakute, begann als Jugendlicher 1961 mit dem Ringen. Mit 18 Jahren trat er in die Armee ein und wurde in Moskau stationiert. Dort wurde er Mitglied des zentralen Sportklubs der Armee ZSKA Moskau. Seine Trainer waren Dmitri Gorkin und Sergei Preobraschenski. Roman Dmitrijew war nur 1,53 Meter groß und rang, bis auf weniger Ausnahmen, immer in der leichtesten Gewichtsklasse, dem Papiergewicht (bis 48 kg Körpergewicht), die vom internationalen Ringerverband FILA 1969 eingeführt wurde.
Bereits mit 20 Jahren wurde er bei der Weltmeisterschaft 1969 im argentinischen Mar del Plata, bei der erstmals ein Wettbewerb in der 48-kg-Klasse stattfand, eingesetzt. Er siegte dort über Dale Kestel, USA, Jemran Bazarragcha, Mongolei und Akihiko Umeda, Japan. Im entscheidenden Kampf unterlag er aber dem Iraner Ibrahim Javadi und wurde damit Vize-Weltmeister. Der erste Sieg bei einer großen internationalen Meisterschaft gelang Roman Dmitrijew bei der Europameisterschaft 1969, die in diesem Jahr nach der Weltmeisterschaft in Sofia stattfand. Auf dem Weg zum Europameistertitel besiegte er u. a. Ognjan Nikolow aus Bulgarien, Sefer Baygin aus der Türkei und rang gegen Jürgen Möbius aus der DDR unentschieden. Nach der Europameisterschaft 1969 kam Roman Dmitrijew bei Europameisterschaften erst wieder im Jahre 1981 zum Einsatz. Das hatte seinen Grund darin, dass es in der damaligen Sowjetunion im Papiergewicht eine ganze Reihe von hervorragenden Ringern gab, denen der sowjetische Ringerverband ebenfalls Startmöglichkeiten bei internationalen Meisterschaften eröffnen wollte. Es waren dies z. B. Rafik Gadschiew, Arschak Sanojan, Sergei Kornilajew und Anatoli Beloglasow.
Bei der Weltmeisterschaft 1970 in Edmonton erreichte er den 3. Platz. Er unterlag dabei gegen Akihiko Umeda und erneut gegen Ibrahim Javadi. Bei der Weltmeisterschaft 1971 in Sofia erzielte Roman Dmitrijew drei Punktsiege über Ion Arapu, Rumänien, Jürgen Möbius und Ognjan Nikolow. Da er damit schon mit 3 Fehlpunkten belastet war, schied er nach einer knappen Punktniederlage gegen Akihiko Umeda aus und kam nur auf den 5. Platz.
Bei den Olympischen Spielen 1972 in München gelang Roman Dmitrijew der große Wurf, denn er wurde Olympiasieger. Er hatte dabei freilich viel Glück, denn Ognjan Nikolow, Ebrahim Javadpour aus dem Iran und er besiegten sich gegenseitig. Nach der 6. Runde waren nur noch diese drei Ringer im Wettbewerb, die aber schon gegeneinander gerungen hatten. Aus diesem Grunde musste die Zahl der Fehlpunkte entscheiden. Hier stand Roman Dmitrijew mit 5 Fehlpunkten am besten da. Nikolow hatte 6 Fehlpunkte und Javadpour 7,5 Fehlpunkte. Roman Dmitrijew hatte dabei das Glück in der 4. Runde ein Freilos gehabt zu haben und damit den Vorteil, in dieser Runde nicht mit Fehlpunkten belastet werden zu können. Er gewann so die Goldmedaille vor Ognjan Nikolow und Ebrahim Javadpour.
Im Jahre 1973 bestätigte er aber seinen Olympiasieg, denn er wurde in Teheran mit sechs Siegen auch Weltmeister im Papiergewicht. In den entscheidenden Kämpfen besiegte er dabei Ochirdolgor Enkhtaivan aus der Mongolei u. Hasan Isajew aus Bulgarien.
In den folgenden Jahren gewann er zwar keinen Titel mehr, erreichte aber noch hervorragende Platzierungen. So gewann er 1974 in Istanbul, ausnahmsweise im Fliegengewicht startend, mit dem 3. Platz eine WM-Bronzemedaille. Er musste sich hier u. a. auch dem Japaner Yūji Takada geschlagen geben, der in den folgenden Jahren große Erfolge feiern sollte. Im Jahre 1975 fehlte Roman Dmitrijew verletzungsbedingt bei der Welt- und der Europameisterschaft. Bei den Olympischen Spielen 1976 in Montreal war er aber wieder am Start und gewann im Papiergewicht die Silbermedaille. Im Kampf um die Medaille besiegte er zunächst den Bulgaren Hasan Isajew. Dann traf er auf den Japaner Akira Kudo. In diesem Kampf taktierten beide Ringer und wurden beide vom Kampfgericht prompt disqualifiziert. Dies hatte zur Folge, dass sie beide mit 4 Fehlpunkten belastet wurden. Hasan Isajew war der Nutznießer dieser Entscheidung, denn er wurde damit Olympiasieger vor Roman Dmitrijew und Akira Kudo.
Nach 1976 startete Roman Dmitrijew vorerst nicht mehr bei internationalen Meisterschaften. Er belegte aber beim Welt-Cup in Toledo (Ohio) in den Jahren 1977 den 2. Platz, 1979 den 1. Platz und 1980 den 2. Platz und bewies damit, dass er immer noch zur Weltelite gehört. 1978 und 1979 belegte er bei der sowjetischen Meisterschaft im Papiergewicht hinter Sergei Kornilajew jeweils den 2. Platz und siegte 1979 bei der Völkerspartakiade der Sowjetunion vor Arschak Sanojan.
Zum Abschluss seiner Karriere erkämpfte sich Roman Dmitrijew schließlich bei der Europameisterschaft in Łódź im Papiergewicht hinter Ali Mechmedow aus Bulgarien u. Claudio Pollio aus Italien und vor Gerald Pfister, DDR, und Wladiyslaw Olejnik aus Polen eine Bronzemedaille.
Nach seiner aktiven Zeit arbeitete Roman Dmitrijew als Ringertrainer. Als Jakute unterstützte er zusammen mit Pawel Pinigin, einem weiteren ehemaligen jakutischen Weltklasseringer, in der russischen Teilrepublik Sacha (fr. Jakutien) die sporttreibende Jugend. Insbesondere kümmerte er sich darum, dass viele in der „russischen Diaspora“ lebende Jakuten die Verbindung zu ihrer Heimat nicht verlieren.

## Internationale Erfolge
(OS = Olympische Spiele, WM = Weltmeisterschaft, EM = Europameisterschaft, F = freier Stil, Pa = Papiergewicht, Fl = Fliegengewicht, damals bis 48 kg bzw. 52 kg Körpergewicht)
- 1969, 1. Platz, Spartakiade der befreundeten Armeen des Warschauer Paktes in Kiew, F, Fl;
- 1969, 2. Platz, WM in Mar del Plata, F, Pa, mit Siegen über Dale Kestel, USA, Jemran Bararragcha, Mongolei u. Akihiko Umeda, Japan u. einer Niederlage gegen Ibrahim Javadi, Iran;
- 1969, 1. Platz, EM in Sofia, F, Pa, mit Siegen über Iancu Vanhelici, Rumänien, Ognjan Nikolow, Bulgarien, Marcel Micek, CSSR u. Sefer Baygin, Türkei und einem Unentschieden gegen Jürgen Möbius, DDR;
- 1970, 3. Platz, WM in Edmonton, F, Pa, mit Siegen über Robert Orta, USA, Dojodovyn Ganbat, Mongolei u. Jürgen Möbius u. Niederlagen gegen Akihiko Umeda u. Ibrahim Javadi;
- 1971, 1. Platz, Völkerspartakiade der UdSSR, F, Pa, vor Rafik Gadschiew u. Kulijew, beide UdSSR;
- 1971, 5. Platz, WM in Sofia, F, Pa, mit Siegen über Ion Arapu, Rumänien, Jürgen Möbius u. Ognjan Nikolow u. einer Niederlage gegen Akihiko Umeda;
- 1972, Goldmedaille, OS in München, F, Pa, mit Siegen über Adkar Maruti, Indien, Akihiko Umeda und Ognjan Nikolow und trotz einer Niederlage gegen Ebrahim Javadpour, Iran;
- 1973, 1. Platz, WM in Teheran, F, Pa, mit Siegen über Julian Navarette, Spanien, Akira Kudo, Japan, Inder Singh, Indien, Tan Tak Rion, Nordkorea, Ochirdolgor Enkhtaivan, Mongolei u. Hasan Isajew, Bulgarien;
- 1974, 3. Platz, WM in Istanbul, F, Fl, mit Siegen über Aliashgar Eslami, Iran u. John Kinsella, Australien u. Niederlagen gegen Ali Rıza Alan, Türkei u. Yūji Takada, Japan;
- 1975, 1. Platz, „Aryamehr“-Cup in Teheran, F, Pa, vor Fatahi u. Khadem, bde, Iran;
- 1976, 1. Platz, „Pokal von Georgien“ in Tiflis, F, Pa, vor Sotchane, Iran u. Lchaishaw, Mongolei;
- 1977, 2. Platz, Welt-Cup in Toledo (Ohio), F, Fl, hinter Shimizu Kiyoto, Japan u. vor Jim Haines, USA u. Albert Tschirhart, Kanada;
- 1979, 1. Platz, Völkerspartakiade der UdSSR, F, Pa, vor Arschak Sanojan u. Didorow, bde. UdSSR;
- 1979, 1. Platz, Welt-Cup in Toledo (Ohio), F, Pa, vor Bill Rosado, USA, Eloy Abreu, Kuba u. Noor el Din Mouchfa, Ägypten;
- 1980, 2. Platz, Welt-Cup in Toledo (Ohio), F, Pa, hinter Bobby Weaver, USA u. vor Shinichi Ishikawa, Japan u. Ron Moncour, Kanada;
- 1981, 3. Platz, EM in Łódź, F, Pa, hinter Ali Mechmedow, Bulgarien u. Claudio Pollio, Italien u. vor Gerald Pfister, DDR u. Wladyslaw Olejnik, Polen